# Francisco Roig
Pour les articles homonymes, voir Roig.
Francisco Roig Genís, plus connu sous le nom de Francis Roig, né le 1er avril 1968 à Barcelone, est un joueur puis entraîneur de tennis espagnol, professionnel de 1987 à 2001.

## Carrière
Francis Roig a connu ses principaux succès en double, discipline dans laquelle il a remporté neuf titres ATP au cours de sa carrière dont sept avec Tomás Carbonell et a atteint 12 autres finales. Ils ont atteint ensemble les quarts de finale à Roland-Garros en 1997. Ses derniers partenaires ont été Alberto Berasategui et Feliciano López.
En simple, il a remporté quatre tournois Challenger (Madère en 1988, Açores en 1990, Séville en 1996 et Brunswick en 1997) et atteint le 3e tour à Roland-Garros en 1989, à cinq reprises les demi-finales d'un tournoi ATP, mais aussi les quarts de finale à Barcelone en 1996.
En 1997, il dispute un quart de finale de Coupe Davis contre l'Italie et perd son match avec Javier Sánchez. La même année, il remporte la World Team Cup avec Albert Costa, Félix Mantilla et Tomás Carbonell.
Il est le co-entraîneur de Rafael Nadal aux côtés de son oncle Toni puis de Carlos Moyà entre 2005 et 2022. Avec ce dernier, il a disputé les tournois de Montréal en 2009 et de Doha en 2014.

## Parcours dans les tournois duGrand Chelem

### En simple
| Année | Open d'Australie | Open d'Australie | Internationaux de France | Internationaux de France | Wimbledon      | Wimbledon      | US Open        | US Open      |
| ----- | ---------------- | ---------------- | ------------------------ | ------------------------ | -------------- | -------------- | -------------- | ------------ |
| 1989  | —                | —                | 3e tour (1/16)           | Michael Chang            | —              | —              | —              | —            |
| 1990  | 1er tour (1/64)  | Henri Leconte    | 1er tour (1/64)          | Marc Rosset              | —              | —              | —              | —            |
| 1991  | —                | —                | —                        | —                        | —              | —              | —              | —            |
| 1992  | —                | —                | 1er tour (1/64)          | M. Washington            | 2e tour (1/32) | Arnaud Boetsch | 2e tour (1/32) | Andre Agassi |
| 1993  | 1er tour (1/64)  | Carlos Costa     | —                        | —                        | —              | —              | —              | —            |

N.B. : à droite du résultat se trouve le nom de l'ultime adversaire.

### En double
| Année | Open d'Australie            | Open d'Australie        | Internationaux de France     | Internationaux de France | Wimbledon                    | Wimbledon               | US Open                     | US Open                    |
| ----- | --------------------------- | ----------------------- | ---------------------------- | ------------------------ | ---------------------------- | ----------------------- | --------------------------- | -------------------------- |
| 1990  | 1er tour (1/32) T. Scherman | P. Aldrich D. Visser    | 1er tour (1/32) J. Baguena   | J. Lozano T. Witsken     | —                            | —                       | —                           | —                          |
| 1991  | —                           | —                       | —                            | —                        | 1er tour (1/32) M. Górriz    | Javier Frana L. Lavalle | —                           | —                          |
| 1992  | —                           | —                       | 1/8 de finale T. Carbonell   | Petr Korda Jim Pugh      | —                            | —                       | 1er tour (1/32) F. Clavet   | G. Pozzi F. Rahnasto       |
| 1993  | 1er tour (1/32) D. Pérez    | S. Edberg J. Siemerink  | 1er tour (1/32) D. Pérez     | Tom Nijssen Cyril Suk    | —                            | —                       | —                           | —                          |
| 1994  | —                           | —                       | 1er tour (1/32) J. Oncins    | R. Gilbert G. Raoux      | —                            | —                       | 2e tour (1/16) T. Carbonell | T. Woodbridge M. Woodforde |
| 1995  | —                           | —                       | 1er tour (1/32) T. Carbonell | K. Nováček M. Wilander   | 1er tour (1/32) T. Carbonell | J. Palmer R. Reneberg   | —                           | —                          |
| 1996  | —                           | —                       | 1er tour (1/32) T. Carbonell | P. Kühnen G. Muller      | 2e tour (1/16) T. Carbonell  | B. MacPhie M. Tebbutt   | 2e tour (1/16) T. Carbonell | Luis Lobo J. Sánchez       |
| 1997  | —                           | —                       | 1/4 de finale T. Carbonell   | L. Arnold Ker D. Orsanic | —                            | —                       | —                           | —                          |
| 1998  | —                           | —                       | 2e tour (1/16) T. Carbonell  | G. Kuerten F. Meligeni   | —                            | —                       | 2e tour (1/16) T. Carbonell | Luis Lobo J. Sánchez       |
| 1999  | 1er tour (1/32) J. Sánchez  | Doug Flach M. Merklein  | 1er tour (1/32) Berasategui  | J. Sánchez J. Siemerink  | —                            | —                       | —                           | —                          |
| 2000  | 1er tour (1/32) Berasategui | T. Shimada M. Wakefield | —                            | —                        | —                            | —                       | —                           | —                          |

N.B. : le nom du ou de la partenaire se trouve sous le résultat ; le nom des ultimes adversaires se trouve à droite.